# Yoshinori Higashikawa
Masanori Higashikawa (Ishikawa, 30 september 1964) is een voormalig Japans voetballer.

## Carrière
Masanori Higashikawa speelde tussen 1988 en 1997 voor Júbilo Iwata en Honda.